# Gymnastes (Gymnastes) violaceus
Gymnastes (Gymnastes) violaceus is een tweevleugelige uit de familie steltmuggen (Limoniidae). De soort komt voor in het Oriëntaals gebied.